# إليزابيث أوكس سميث
إليزابيث أوكس سميث (12 أغسطس 1806 - 16 نوفمبر 1893)، شاعرة وكاتبة قصصية ومحررة ومحاضرة وناشطة في مجال حقوق المرأة امتدت مسيرتها المهنية ستة عقود منذ عام 1830 وحتى 1880. اشتهرت في بداية حياتها المهنية لقصيدتها «الطفل المعصوم» التي ظهرت في دورية سوذرن ليتراري ميسنجر في عام 1842، تعتمد سمعتها اليوم على كتاباتها النسوية، بما في ذلك «المرأة واحتياجاتها»، وهي عبارة عن سلسلة من المقالات نشرتها في صحيفة ذا نيويورك تريبون بين عامي 1850 و1851، ناقشت فيها القدرات الروحية والفكرية للمرأة وكذلك حقوق المرأة المتساوية في الفرص السياسية والاقتصادية، بما في ذلك حقوقها في الامتياز التجاري والتعليم العالي.

## العالم الأدبي في نيويورك
استثمر زوج سميث في ظل فترة المضاربة الحامية على الأراضي خلال ثلاثينيات القرن التاسع عشر في قطعة أرض بالقرب من معلم مونسون بولاية مين الجغرافي، والتي عُرفت في المراسلات بين سميث وزوجها باسم «رقم 8». فقد سميث الكثير من ثروته عندما تراجعت قيم الأرض بسبب حالة الاضطراب التي حصلت في عام 1837، وحاول استرداد خسائره من خلال دعم اختراع مُصمم لتنظيف لفائف أليف قطن النجيل البحري في ولاية كارولينا الجنوبية. انتقلت عائلة سميث بعد فترة وجيزة من مغادرتها تشارلستون في كارولاينا الجنوبية، إلى مدينة نيويورك في عام 1838 وبدأت متابعة الوظائف الأدبية جنبًا إلى جنب. استقرت عائلة سميث عند وصولها مع أبناء عم الأمراء، الدكتور سايروس وماريا تشايلد ويكس، لكنها سرعان ما انتقلت إلى بروكلين، حيث أصبح سميث اسمًا مُعترفًا به في العالم الأدبي في نيويورك. ساهمت كلًا من سميث وزوجها بعد استقرارهم في منزلهم الجديد في المجلات الأدبية مثل الليدي غودي بوك، ورفقة سيدات سنودنز، من بين العديد من المجلات الأخرى وكتب الهدايا، وسرعان ما نشرت سميث روايتها الأولى، الثراء من دون أجنحة، وهي قصة للأطفال ناشدت ضحايا اضطراب عام 1837 برسالة أخلاقية تفضل الروحانية على الثروة المادية. تلقت سميث أول إشعار أدبي واسع لها بقصيدة روائية بعنوان «الطفل المعصوم»، التي نُشرت بتسلسل في دورية سوذرن ليتراري ميسنجر في يناير وفبراير من عام 1842، ونُشرت طبعة أولى من قصائدها المجمعة، «الطفل المعصوم وقصائد أخرى» بواسطة جون كيسي في وقت لاحق من ذلك العام، مع مقدمات نشرها كيسي وجون نيل وهنري ثيودور تاكرمان. استمرت سميث طوال أربعينيات القرن العشرين في كتابة الشعر والخيال في المجلات الشهيرة وكتب الهدايا، لكنها وجدت أيضًا وقتًا لكتابة روايتين، الرهينة الغربية، التي ظهرت في إصدار «ملحق» (في نموذج الغلاف الورقي المبكر للرواية) لعالم بارك بنيامين الجديد، والتي صدرت في عام 1842، والسمندل، وهي عبارة عن قصة مجازية للغاية تستند إلى تاريخ وأساطير عمال الحديد في وادي رامابو، صدرت في عام 1848.